# 황기화
황기화는 롯데 자이언트에서 창단멤버로 뛰었던 전 야구 선수다.

## 출신 학교
- 대구고등학교
- 건국대학교

## 같이 보기
- 1976년 롯데 자이언트 시즌